# Hesperochthonius spingolus
Espèce
Synonymes
- Kewochthonius spingolus Schuster, 1962

Hesperochthonius spingolus est une espèce de pseudoscorpions de la famille des Chthoniidae.

## Distribution
Cette espèce est endémique de Californie aux États-Unis. Elle se rencontre dans le comté de San Diego.

## Description
Le mâle holotype mesure 1,25 mm.

## Publication originale
- Schuster, 1962 : New species of Kewochthonius Chamberlin from California (Arachnida : Chelonethida). Proceedings of the Biological Society of Washington, vol. 75, p. 223-226 (texte intégral).